# Zespół Pieśni i Tańca Uniwersytetu Rzeszowskiego „Resovia Saltans”
Resovia Saltans – zespół folklorystyczny działającym przy Uniwersytecie Rzeszowskim.
Zespół powstał w 1975, wówczas jako Uczelniany Zespół Pieśni i Tańca przy Wyższej Szkole Pedagogicznej w Rzeszowie. Inicjatorami powstania tej grupy artystycznej byli mgr Olgierd Pietrek i inż. Jerzy Czarnosz. Pierwszym kierownikiem artystycznym została świetna choreograf Bożena Niżańska. Nazwa Zespołu z łac. oznacza Tańczący Rzeszów.
Obecnie od kilkunastu lat Zespół funkcjonuje pod kierownictwem mgra Romualda Kalinowskiego, reżysera i choreografa festiwali światowych i autora opracowań choreograficznych dla wielu zespołów. Kierownictwo muzyczne obejmuje od wielu lat muzyk prof. UR i AM w Krakowie Paweł Paluch.
W Zespole zajęcia odbywają się w kilku grupach baletowych: grupy A i B (reprezentacyjne), grupy przygotowawcze C oraz "Mała Resovia Saltans" działająca jako jednostka filialna przy II Liceum Ogólnokształcącym w Rzeszowie. Oprócz składu tanecznego istnieją również grupa wokalna i kapela.
W repertuarze Resovii znajdują się wszystkie polskie tańce narodowe, suity tańców regionalnych: rzeszowskie, cieszyńskie, lubelskie, żywieckie, oraz tańce innych narodów: rosyjskie, mołdawskie i kozak bukowiński.